# Рудодобив
«Рудодобив» (Видобуток руди) — науково-виробничий журнал.
Країна видання — Болгарія.
Спеціалізація: Розробка та періодична переробка (збагачення) рудних та нерудних корисних копалин.

Рік заснування 1946.
Чисел на рік — 12.